# Elladio
Elladio  è un nome proprio di persona italiano maschile.

## Varianti
- Femminili: Elladia[3]

### Varianti in altre lingue
- Basco: Eladi[4]
- Catalano: El·ladi[4], Eladi[4], Helladi[4], Heladi[4]
- Galiziano: Eladio[4]
- Greco bizantino: Ἑλλάδιος (Helladios)[5]
- Latino: Helladius[1][5]
- Polacco: Heladiusz, Eladiusz
- Spagnolo: Eladio[4][5], Heladio[4]

## Origine e diffusione
Continua il nome tardo greco Ἑλλάδιος (Hellàdios), che vuol dire "proveniente dall'Ellade" (ossia la Grecia), quindi "greco"; significato analogo ha il nome Greca.

## Onomastico
L'onomastico si può festeggiare in memoria di vari santi, alle date seguenti:
- 8 gennaio, sant'Elladio, martire con san Teofilo in Libia[6][7]
- 18 febbraio, sant'Eladio, vescovo di Toledo[6][7]
- 8 maggio, sant'Elladio, vescovo di Auxerre[6][7]
- 28 maggio, sant'Elladio, martire a Roma[4][7]

## Persone

### Variante Eladio

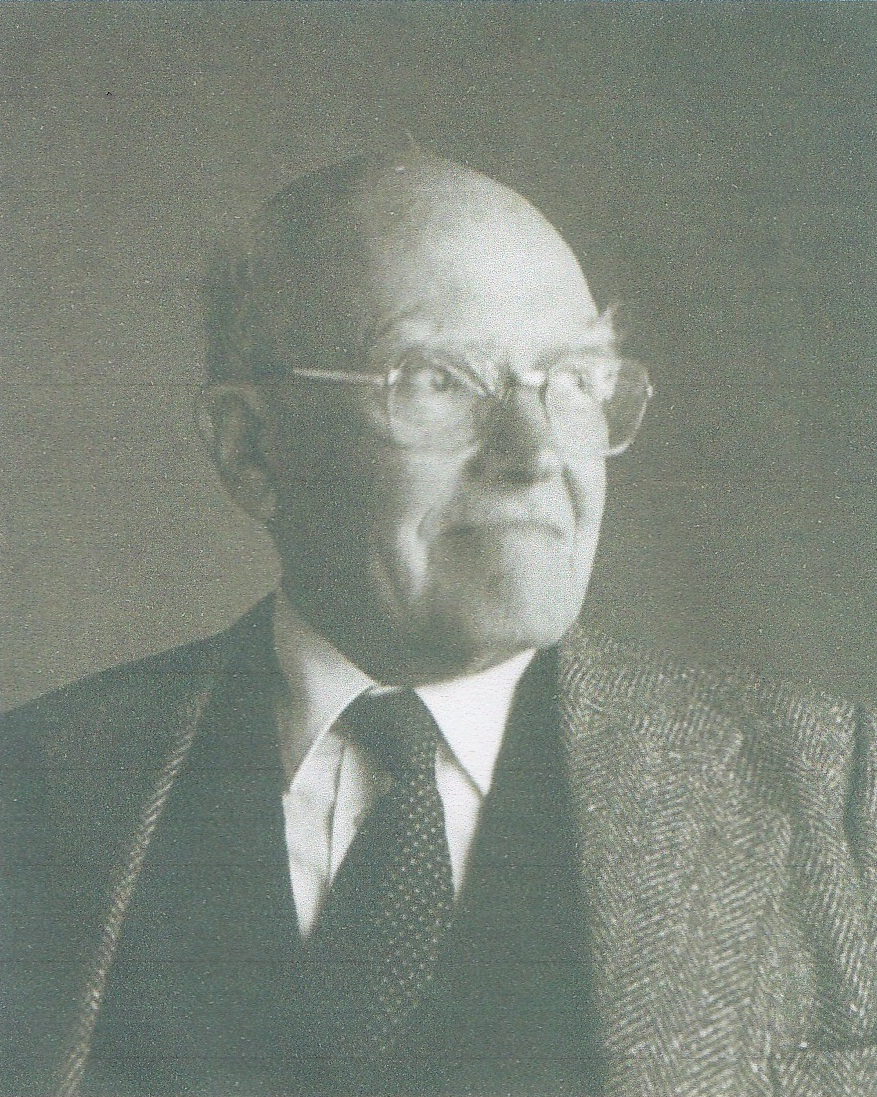
Eladio Dieste

- Eladio di Toledo, vescovo e santo visigoto
- Eladio Dieste, ingegnere e architetto uruguaiano
- Eladio Jiménez, ciclista su strada spagnolo
- Eladio Reyes, calciatore peruviano
- Eladio Rojas, calciatore cileno
- Eladio Silvestre, calciatore spagnolo
- Eladio Vaschetto, calciatore e allenatore di calcio argentino